# Nasal alveolar sorda
La consonante nasal alveolar sorda es un tipo de consonante presente en algunos idiomas. Los símbolos en el Alfabeto Fonético Internacional que representan este sonido son ⟨n̥⟩ y ⟨n̊⟩, combinaciones de la letra que representa a la consonante nasal alveolar y un diacrítico encima o debajo indicando que se trata de una consonante sorda. El símbolo X-SAMPA equivalente es n_0.

## Características
- Hay cuatro variantes específicas de [n̥]:
  - Dental, lo que significa que se articula con la punta o la parte plana de la lengua en los dientes superiores , denominados respectivamente apical y laminal .
  - Dentoalveolar, lo que significa que se articula con la parte plana de la lengua en la cresta alveolar y la punta de la lengua detrás de los dientes superiores.
  - Alveolar, lo que significa que se articula con la punta o la parte plana de la lengua en la cresta alveolar, denominados respectivamente apical y laminal.
  - Postalveolar, lo que significa que se articula con la punta o la parte plana de la lengua detrás de la cresta alveolar, denominados respectivamente apical y laminal.
- Su fonación es sorda, lo que significa que se produce sin hacer vibrar las cuerdas vocales.
- Es una consonante nasal, lo que significa que el aire puede escapar por la nariz, ya sea exclusivamente o además por la boca.
- Es una consonante central , lo que significa que se produce al dirigir la corriente de aire a lo largo del centro de la lengua, en lugar de a los lados.
- El mecanismo de la corriente de aire es pulmonar, lo que significa que se articula empujando el aire únicamente con los pulmones y el diafragma, como ocurre con la mayoría de los sonidos.

## Ejemplos
| Idioma                     | Idioma                     | Palabra      | AFI       | Significado       | Notas                                                                          |
| -------------------------- | -------------------------- | ------------ | --------- | ----------------- | ------------------------------------------------------------------------------ |
| Birmano                    | Birmano                    | နှာ/hna:       | [n̥à]      | 'nariz'           |                                                                                |
| Yupik de Alaska Central    | Yupik de Alaska Central    | ceńa         | [t͡səˈn̥a]  | 'borde'           |                                                                                |
| Estonio                    | Estonio                    | lasn         | [ˈlɑsn̥]   | 'pala de hornear' | Alófono de n a final de palabra después de t, s y h. Ver Fonología del estonio |
| Islandés                   | Islandés                   | hnífur       | [ˈn̥ivʏr̥]  | 'cuchillo'        | Ver Fonología del islandés                                                     |
| Mazateco de Japala de Díaz | Mazateco de Japala de Díaz | hne          | [n̥ɛ]      | 'cascada'         | Contrasta con una nasal alveolar sonora y laríngea.                            |
| Sami kildin                | Sami kildin                | чоӊтэ/čohnte | [t͡ʃɔn̥te]  | 'girar'           |                                                                                |
| Galés                      | Galés                      | fy nhad      | [və n̥aːd] | 'mi padre'        | Ocurre como una mutación consonántica de /t/. Ver Fonología del galés          |
| Xumi                       | Bajo                       | [ᴴn̥ɑ̃]        | [ᴴn̥ɑ̃]     | 'pelaje'          | Contrasta con la contraparte sonora /n/.                                       |
| Xumi                       | Alto                       | [ᴴn̥ɔ̃]        | [ᴴn̥ɔ̃]     | 'pelaje'          | Contrasta con la contraparte sonora /n/.                                       |